# Xenomyxa
Xenomyxa — рід грибів. Назва вперше опублікована 1939 року.

## Класифікація
До роду Xenomyxa відносять 1 вид:
- Xenomyxa disseminata